# Jalashwa
Die Jalashwa (L41) ist ein Amphibientransportdock der Austin-Klasse in Diensten der Indischen Marine. Ursprünglich stand das Schiff unter der Bezeichnung USS Trenton (LPD-14) in Diensten der United States Navy.

## Geschichte
Die Schiff in Seattle bei der Lockheed Shipbuilding and Construction Company gebaut und auf den Namen Trenton  nach der  Hauptstadt von New Jersey getauft. Ihr Heimathafen war Norfolk in Virginia.
Die erste Fahrt des 1971 fertiggestellten Schiffes führte es zu einer Übung nach Kuba. Am 28. Juni kamen vier Matrosen bei einem Zwischenfall in einem der Maschinenräume ums Leben: Ein Auslassventil war beschädigt. Danach musste das Schiff, zuerst in Guantánamo Bay, dann in Norfolk, repariert werden.
1972 nahm das Schiff an der Übung Snowy Beach teil. Noch im selben Jahr wurde es in die 6. Flotte als Task Force (TF) eingegliedert. Die ersten Monate im Jahr 1973 verbrachte die Trenton im Mittelmeer und nahm an sechs Landungsübungen teil, unter anderen mit französischen Truppen auf Korsika.
Im April 1988 nahm die Trenton an der Operation Praying Mantis, einem eintägigen Seekrieg zwischen den USA und dem Iran, teil. Des Weiteren nahm sie im September 1990 an den Operationen Desert Shield und Desert Storm teil.
Am 21. September 2006 kam die Trenton das letzte Mal in ihren Heimathafen, bevor sie am 17. Januar 2007 an Indien verkauft wurde. Der Kaufpreis lag bei circa 2,18 Milliarden Indischen Rupien, was 48,88 Millionen US-Dollar entsprachen. Diese Zahlen wurden jedoch nicht von der amerikanischen Regierung bestätigt, welche mit Indien Stillschweigen über den Handel vereinbarte.
In der indischen Marine wurde das Schiff in Jalashwa umbenannt. Im Februar 2008 gab es erneut einen schweren Unfall, während die Jalashwa im Golf von Bengalen an einer Übung teilnahm. Fünf indische Seeleute wurden getötet.